# Wellstedia filtuensis
Wellstedia filtuensis är en strävbladig växtart som beskrevs av David Richard Hunt och Lebrun. Wellstedia filtuensis ingår i släktet Wellstedia och familjen strävbladiga växter. Inga underarter finns listade i Catalogue of Life.